# Список операций Германии во Второй мировой войне
Список наступательных операций и операций по развертыванию разведывательных сетей нацистской Германии (1939—1945)

## Наступательные операции
- Операция «Вайс» — План захвата немецкими вооружёнными силами Польши
- Операция «Везерюбунг» — военная операция по захвату Дании и Норвегии
- План «Гельб» — кодовое название операции по захвату Бельгии, Нидерландов и Люксембурга
- План «Рот»  — операция по захвату Франции
- Югославская операция — военная операция стран оси против Югославии
- Операция «Марита» — военная операция по захвату Греции
- Операция «Барбаросса» — военная операция по захвату территории СССР до линии Архангельск-Астрахань
- План Зильберфукс или план Блауфукс
- Операция «Реннтир» — военная операция по захвату Петсамо, вторая стадия плана Зильберфукс
- Операция «Полярфукс» — операция по захвату Мурманска, третья стадия плана Зильберфукс
- Операция «Тайфун» — операция по захвату Москвы
- Операция «Айсштосс» — операция люфтваффе по уничтожению сил Балтийского флота
- Операция «Гёц фон Берлихинген» — вторая операция люфтваффе по уничтожению сил Балтийского флота, продолжение операции «Айсштосс»
- Операция «Зейдлиц» — операция по окружению советских частей под Ржевом
- План «Блау» — кодовое название операции по захвату Кавказа
- План «Клаузевиц» — название операции по окружению советских войск под Ростовом-на-Дону
- Операция «Антон» — план оккупации Южной Франции и ликвидации режима Виши
- Операция «Винтергевиттер» — операция по выведению из окружения под Сталинградом 6-армии Фридриха Паулюса
- Операция «Бюффель» — операция по выводу немецких войск из Ржевского выступа
- Операция «Цитадель» — наступление немецких войск на Курской дуге
- Операция «Ось» — военная операция по захвату территории Италии и нейтрализации Королевской армии Италии
- Операция «Двойная голова» и операция «Цезарь» — контрнаступление немецких войск в Прибалтике
- Операция «Маргарете» —  первая операция по оккупации Венгрии
- Операция «Панцерфауст» — вторая операция по оккупации Венгрии
- Операция «Стража на Рейне» — крупное немецкое контрнаступление на Западном фронте
- Операция «Конрад» — операция по окружению советских войск под Костшином
- Операция «Северный ветер» — наступление немецких войск на территории Эльзаса и Лотарингии, с целью отвлечения войск союзников от немецкого наступления в Арденнах
- Операция «Солнцестояние» — последняя немецкая наступательная операция на Восточном фронте
- Операция «Весеннее пробуждение» — последнее крупное наступление немецких войск на территории Австрии

## Операции по развертыванию разведывательных сетей
- Операция «Боливар» — операция по развертыванию разведывательных сетей в Латинской Америке во время Второй мировой войны.

## Нереализованные операции
- Операция «Морской лев» (нем. Unternehmen Seelöwe) — вторжение в Великобританию
- Операция «Икар» (нем. Unternehmen Ikarus) — вторжение в Исландию и на Фарерские острова
- Операция «Феликс» (нем. Unternehmen Felix) — оккупация Гибралтара, Канарских, Азорских островов, островов Зелёного мыса и Мадейры
- Операция «Изабелла» (нем. Unternehmen Isabella) — вторжение в Португалию, создание сети военных баз в Испании
- Операция «Грюн» (нем. Unternehmen Grün) — вторжение в Чехословакию
- Операция «Грюн»[англ.] (нем. Unternehmen Grün) — вторжение в Ирландию
- Операция «Танненбаум», «Сосна» (нем. Unternehmen Tannenbaum) — оккупация Швейцарии
- Безымянная операция — вторжение в Турцию, страны Леванта, захват Суэцкого канала
- Безымянная операция — помощь Италии в Ливии, вторжение в Египет с запада 1941—1942
- Операция «Блау» (нем. Unternehmen Blau) — оккупация Кавказа, расширение операции «Барбаросса»
- Операция «Песец» — оккупация Швеции
- Операция «Камелия» (нем. Unternehmen Kamelie) — оккупация Корсики
- Операция «Геркулес» (нем. Unternehmen Herkules) — вторжение на Мальту
- Операция «Купфер», «Медь» (нем. Unternehmen Kupfer) — вторжение на Кипр
- Операция «Аида» (нем. Unternehmen Aida) — помощь Италии в Ливии, вторжение в Египет, захват Суэцкого канала
- Безымянная операция — вторжение в Турцию, Ирак, остальные страны Персидского залива (2 мая 1941 года — 31 мая 1941 года — англо-иракская война)